# Украина на «Евровидении-2016»
Украина принимала участие в конкурсе песни Евровидение 2016 в Стокгольме, Швеция. Впервые за всю историю участия Украины в конкурсе телеканалы UA:Перший и СТБ провели национальный отбор совместно. 21 февраля стало известно, что Украину на Евровидении 2016 представит Джамала с песней «1944». 14 мая в финале конкурса в Стокгольме Джамала заняла первое место.

## Национальный отбор

### Формат

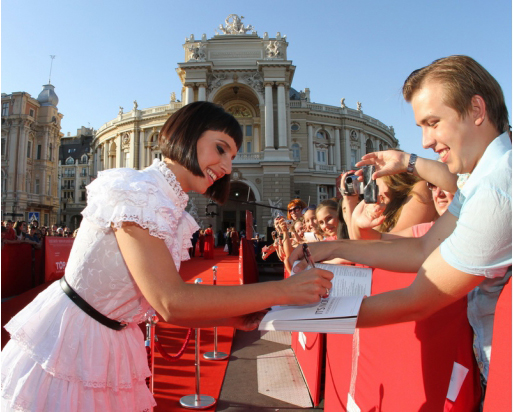
Джамала — представитель Украины на Евровидении 2016

18 ноября украинские телеканалы UA:Перший и СТБ объявили, что совместно проведут национальный отбор на Евровидение 2016. Заявки принимались с 19 ноября 2015 года по 20 января 2016 года. К участию в отборе допускались исполнители, которым исполнилось 16 лет и которые имели все имущественные права на песню (слова и музыку) и соответствовали условиям конкурса песни Евровидение 2016. Кастинги проводились в декабре в Киеве, Запорожье, Одессе, Харькове и Днепропетровске.
Национальный отбор состоял из трех шоу. Два полуфинала состоялись 6 и 13 февраля 2016 года. Из каждого полуфинала в финал прошли по три лучших по мнению жюри и телезрителей участника. Финал состоялся 21 февраля 2016 года, в нём приняли участие 6 исполнителей.
26 января был опубликован список участников отбора, жюри отобрало 18 полуфиналистов.. 27 января состоялась жеребьевка участников на полуфиналы.
Члены жюри национального отбора на Евровидение 2016:
- Константин Меладзе — композитор и музыкальный продюсер;
- Андрей Данилко — украинский певец, известный под псевдонимом Верка Сердючка, представитель Украины на конкурсе песни Евровидение 2007 в «Хельсинки, Финляндия, где занял 2 место с песней Dancing Lasha Tumbai»;
- Руслана — украинская певица, победитель конкурса песни Евровидения 2004, которое проводилось в Стамбуле, Турция.

### Первый полуфинал
Первый полуфинал национального отбора состоялся 6 февраля 2016 года, и в нём приняли участие 9 исполнителей. Специальным гостем полуфинала был представитель Беларуси на Евровидении 2016 IVAN. Он исполнил свою конкурсную композицию «Help You Fly». По итогам первого полуфинала в финал прошли «Джамала, группы The HARDKISS» и «Brunettes Shoot Blondes».
| № | Исполнитель               | Песня          | Перевод              | Авторы                               | Баллы      | Баллы      | Баллы | Баллы | Место |
| № | Исполнитель               | Песня          | Перевод              | Авторы                               | Зрители, % | Зрители, % | Жюри  | Всего | Место |
| - | ------------------------- | -------------- | -------------------- | ------------------------------------ | ---------- | ---------- | ----- | ----- | ----- |
| 1 | Анастасия Приходько       | «I’m free now» | «Я свободна»         | Шушан Саргсян, Николай Бровченко     | 3          | 2,89 %     | 4     | 7     | 7     |
| 2 | «The HARDKISS»            | «Helpless»     | «Беспомощный»        | Юлия Санина, Валерий Бебко           | 8          | 16,03 %    | 7     | 15    | 2     |
| 3 | Тоня Матвиенко            | «Tin Whistle»  | «Свистулька»         | Тоня Матвиенко, Мария Гедройц        | 2          | 2,83 %     | 5     | 7     | 8     |
| 4 | Владислав Курасов         | «I’m Insane»   | «Я сумасшедший»      | Владислав Курасов, Наталия Ростова   | 4          | 3,91 %     | 3     | 7     | 6     |
| 5 | Лавика                    | «Hold Me»      | «Держи меня»         | Лавика, Иван Данченко, Freddy Newton | 1          | 0,73 %     | 1     | 2     | 9     |
| 6 | Джамала                   | «1944»         | «1944»               | Джамала, Арт Антонян                 | 9          | 49,22 %    | 9     | 18    | 1     |
| 7 | Аида Николайчук           | «Inner Power»  | «Внутренняя сила»    | Алена Мельник, Евгений Матюшенко     | 7          | 10,41 %    | 2     | 9     | 5     |
| 8 | Светлана Тарабарова       | «Ніколи знову» | «Никогда снова»      | Светлана Тарабарова                  | 6          | 7,24 %     | 6     | 12    | 4     |
| 9 | «Brunettes Shoot Blondes» | «Every Monday» | «Каждый понедельник» | Андрей Ковалев                       | 5          | 6,74 %     | 8     | 13    | 3     |

### Второй полуфинал
Второй полуфинал национального отбора состоялся 13 февраля 2016 года, и в нём также приняли участие 9 исполнителей. Специальным гостем второго полуфинала стала представительница Испании на Евровидении 2016 Barei. Она исполнила свою конкурсную композицию Say Yay!. По итогам второго полуфинала в финал прошли «SunSay», «НеАнгелы» и «Pur:Pur».
| № | Исполнитель      | Песня           | Перевод             | Авторы                                               | Баллы      | Баллы      | Баллы | Баллы | Место |
| № | Исполнитель      | Песня           | Перевод             | Авторы                                               | Зрители, % | Зрители, % | Жюри  | Всего | Место |
| - | ---------------- | --------------- | ------------------- | ---------------------------------------------------- | ---------- | ---------- | ----- | ----- | ----- |
| 1 | Аркадий Войтюк   | «Все в тобі»    | «Все в тебе»        | Аркадий Войтюк                                       | 6          | 5,34 %     | 4     | 10    | 5     |
| 2 | ALLOISE          | «Crown»         | «Корона»            | ALLOISE, Алексей Casual Man                          | 2          | 1,95 %     | 6     | 8     | 6     |
| 3 | «JAPANDA»        | «Anime»         | «Аниме»             | Алиса Космос                                         | 1          | 1,47 %     | 1     | 2     | 9     |
| 4 | «НеАнгелы»       | «Higher»        | «Выше»              | Alexander Bard, Andreas Öhrn, Chris Wahle            | 8          | 14,69 %    | 7     | 15    | 2     |
| 5 | «Pur:Pur»        | «We Do Change»  | «Мы меняемся»       | Евгений Жебко, Ната Смирина                          | 7          | 10,19 %    | 8     | 15    | 3     |
| 6 | «Peaks of Kings» | «Last Hope»     | «Последняя надежда» | Valentine Peak                                       | 3          | 3,38 %     | 3     | 6     | 8     |
| 7 | Виктория Петрик  | «Overload»      | «Перегрузка»        | Ylva & Linda Persson, William Taylor, Niclas Haglund | 4          | 4,64 %     | 2     | 6     | 7     |
| 8 | «Pringlez»       | «Easy to Love»  | «Легко любить»      | Анна Корсун                                          | 5          | 5,3 %      | 5     | 10    | 4     |
| 9 | «SunSay»         | «Love Manifest» | «Манифест любви»    | Андрей Запорожец, Евгений Филатов                    | 9          | 53,03 %    | 9     | 18    | 1     |

### Финал
Финал состоялся 21 февраля и будет транслироваться на телеканалах UA:Перший и СТБ в прямом эфире. С каждого полуфинала прошло по 3 участника, итого в финале приняло участие 6 исполнителей. В программе шоу ожидается выступление участников с уже подготовленными номерами к своим песням. Специальным гостем финала стал представитель Ирландии на Евровидении 2016 Никки Бирн. Он исполнил свою конкурсную композицию «Sunlight». По итогам финала Украину на Евровидении 2016 представит Джамала с песней «1944».
| № | Исполнитель             | Песня           | Баллы      | Баллы      | Баллы | Баллы | Место |
| № | Исполнитель             | Песня           | Зрители, % | Зрители, % | Жюри  | Всего | Место |
| - | ----------------------- | --------------- | ---------- | ---------- | ----- | ----- | ----- |
| 1 | Brunettes Shoot Blondes | «Every Monday»  | 1          | 3,4 %      | 1     | 2     | 6     |
| 2 | «НеАнгелы»              | «Higher»        | 2          | 5,94 %     | 3     | 5     | 5     |
| 3 | The HARDKISS            | «Helpless»      | 5          | 21,11 %    | 6     | 11    | 2     |
| 4 | Джамала                 | «1944»          | 6          | 37,77 %    | 5     | 11    | 1     |
| 5 | «SunSay»                | «Love Manifest» | 4          | 18,2 %     | 4     | 8     | 3     |
| 6 | «Pur:Pur»               | «We Do Change»  | 3          | 13,58 %    | 2     | 5     | 4     |

## Выступление на конкурсе

### Полуфинал

Итоги телеголосования в финале Евровидения 2016 за Украину

Итоги голосования профессионального жюри в финале Евровидения 2016 за Украину

25 января 2016 года в Стокгольмской ратуше состоялась жеребьевка стран-участниц Евровидения 2016 на полуфиналы, в ходе которой стало известно, что Украина будет выступать во второй половине второго полуфинала 12 мая., а 8 апреля определился порядковый номер выступления в полуфинале. Украина должна была выступить под номером 15, однако 22 апреля 2016 года Европейский вещательный союз объявил о дисквалификации Румынии с конкурса, что сместило порядковые номера некоторых участников второго полуфинала. Таким образом Украина выступила в полуфинале под номером 14. Набрав 287 очков и занимая второе место в полуфинале Джамала прошла в финал (Украина была объявлена пятой в списке участников второго полуфинала, прошедших в финал).

### Финал
В финале Джамала заняла второе место по итогам судейского голосования, набрав 211 очков, по итогам телеголосования также заняла второе место с результатом 323 очка. В общем зачёте с 534 очками Джамала заняла первое место и выиграла кубок Евровидения.